# Mujeserski
Mujeserski (russisch Муе́зерский; karelisch Mujehdjärvi) ist eine Siedlung städtischen Typs in der Republik Karelien in Russland mit 3328 Einwohnern (Stand 14. Oktober 2010).

## Geographie
Der Ort liegt etwa 270 km Luftlinie nordnordwestlich der Republikhauptstadt Petrosawodsk an der Mujeserka, einem linken Zufluss des Tschirka-Kem.
Mujeserski ist Verwaltungszentrum des Rajons Mujeserski sowie Sitz und einzige Ortschaft der Stadtgemeinde Mujeserskoje gorodskoje posselenije.

## Geschichte
Der Ort wurde geht auf eine Forstarbeitersiedlung zurück, die in den 1930er-Jahren etwa 20 km vom seit dem 16. Jahrhundert bekannten karelischen Dorf Mujeserka (russifizierte Bezeichnung) entfernt entstand. Im Finnisch-Sowjetischen Krieg war das Gebiet von 1941 bis 1944 durch Finnland okkupiert. Das alte Dorf wurde durch die Kriegshandlungen zerstört und existiert nicht mehr.
1949 wurde mit dem Bau der Westkarelischen Eisenbahn von Suojarwi nach Norden begonnen. 1962 wurde die Station Mujeserka erreicht; die umliegende Ortschaft erhielt 1965 als Mujeserski den Status einer Siedlung städtischen Typs.
Am 30. Dezember 1966 wurde Mujeserski Verwaltungssitz eines neu geschaffenen, nach ihm benannten Rajons.

### Bevölkerungsentwicklung
| Jahr | Einwohner |
| ---- | --------- |
| 1970 | 2773      |
| 1979 | 3826      |
| 1989 | 4400      |
| 2002 | 4007      |
| 2010 | 3328      |

Anmerkung: Volkszählungsdaten

## Verkehr
In Mujeserski befindet sich die Station Mujeserka bei Kilometer 237 einer 1962 bis dort eröffneten und 1964 bis Juschkosero verlängerten Eisenbahnstrecke von Suojarwi.
Der Bahnstrecke folgt ab Porossosero bis Mujeserski die Regionalstraße 86K-7 als Verlängerung der 86K-14 ab Suojarwi. In westlicher Richtung führt die 86K-172 zur knapp 15 km entfernten 86K-176 nach Reboly sowie zur 86K-6 nach Kostomukscha.